# T51 (lok)
T51 var SJ:s littera på ett diesellok från dåvarande Stockholm-Nynäs Järnväg. Det ursprungliga litterat var ÄF med nummer 10. Men när loket såldes till SJ år 1963 fick loket litterat T51 med nummer 140. Vidare såldes loket till Stockholm-Saltsjöns Järnväg och återfick litterat ÄF med nytt nummer; 25.
1993 köptes loket av Nynäshamns järnvägsmuseum och står idag där.